# Oregon Country
Oregon Country was tot 1846 de naam die blanken gaven aan het gebied op het Noord-Amerikaanse continent ten westen van de Rocky Mountains tot aan de Grote Oceaan. De regio besloeg de huidige Canadese provincie Brits-Columbia, de latere Amerikaanse staten Oregon, Washington, Idaho en delen van de latere staten Montana en Wyoming.
De eerste Europeaan die het gebied doorkruiste was Alexander McKenzie in 1793; van 1804 tot 1806 werd de regio verder verkend door de Lewis en Clark expeditie. Oregon Country werd aanvankelijk opgeëist door de Verenigde Staten, Groot-Brittannië, Frankrijk, Spanje en Rusland. Frankrijk en Spanje zagen af van hun claim na het einde van de Zevenjarige oorlog in 1763, en Rusland tekende respectievelijk in 1824 en 1825 verdragen met de Verenigde Staten en Groot-Brittannië waarin het afstand deed van het gebied. De twee overgebleven naties spraken in 1818 af Oregon Country samen te regeren. In 1846, nadat druk in zowel Amerika als Engeland toenam om de enige overheid van het gebied te worden toenam, sloot men het Verdrag van Oregon, waarin het land gesplitst werd bij de 49e breedtegraad. Het gebied ten noorden van de grens kwam onder de naam Brits-Columbia onder Brits gezag, en het zuidelijke gedeelte werd ingelijfd bij de Verenigde Staten als het Oregon-territorium.